# West Arthur Shire
Koordinaten: 33° 20′ S, 116° 44′ O

Das Shire of West Arthur ist ein lokales Verwaltungsgebiet (LGA) im australischen Bundesstaat Western Australia. Das Gebiet ist 2834 km² groß und hat etwa 800 Einwohner (2016).
West Arthur liegt im westaustralischen „Weizengürtel“ im Südwesten des Staates westlich des Albany Highway etwa 175 Kilometer südöstlich der Hauptstadt Perth. Unter anderem gehören folgende Orte zu dem Gebiet: Darkan, Arthur River, Boolading, Bowelling, Cordering, Duranillin, Moodiarrup und Trigwell. Der Sitz des Shire Councils befindet sich in der Ortschaft Darkan, wo etwa 220 Einwohner leben (2016).

## Verwaltung
Der West Arthur Council hat neun Mitglieder. Sie werden von allen Bewohnern der LGA gewählt. West Arthur ist nicht in Bezirke unterteilt. Aus dem Kreis der Councillor rekrutiert sich auch der Ratsvorsitzende und Shire President.